# Sodna palača, Maribor
Sodna palača je palača, ki se nahaja na Sodni ulici 14 v Mariboru in je sedež Okrožnega sodišča v Mariboru.
Palača je bila zgrajena leta 1897 za potrebe novoustanovljenega okrožnega sodišča, ki je v palačo pričelo delovati 1. januarja 1898; poleg okrožnega sodišča so v palači delovali tudi Okrajno sodišče v Mariboru in tožilstvo.